# Путь в Дамаск (фильм)
«Путь в Дамаск» (другое название — «Утриш») — советский чёрно-белый немой приключенческий художественный фильм, снятый режиссёром Львом Шеффером в 1927 году на студии «Совкино»
Премьера фильма состоялась 26 апреля 1927 года. Фильм не сохранился.

## Сюжет
Фильм о противостоянии советских людей и группы белогвардейских офицеров.
Журнал «Советский экран» в № 11 за 1927 год писал:

Ярким солнечным ранним утром, из шумной гавани отплыл пароход к южным берегам Чёрного моря. Легкий ветерок ласково овевал лицо молодой пассажирки. Пароходная прислуга сновала по начищенной палубе. Всё предвещало, что этот рейс будет походить на десятки и сотни рейсов.
Но на мостике, на палубе, а кают-компании, радиокабине, в машинном отделении, в кочегарке притаились, насторожились никому неизвестные люди, чутко прислушивающиеся к малейшему звуку. Чего они ждали?
На самом носу парохода матрос пробил три склянки. Десятки рук проверили часы. Другие руки схватились за рукоятки револьверов. Минуты две, три, и пароход оказался захваченным группой сумрачных, враждебных людей.
На маленьком плавучем городке зародились страсти, интриги, заговоры. Необходимость борьбы за корабль по-разному направляла действия людей. Приливы и отливы успеха сменялись с калейдоскопической быстротой. Но обречённым путь был предрешён конечным торжеством победы их врагов, исконных властелинов жизни.
Снималась фильма на далёком юге. Трудно было подобрать пароход, который отвечал бы требованиям постановки.
Исследование доков дало положительные результаты и на специально переконструированном и отремонтированном океанском пароходе странствовала по морю вся съёмочная группа. Сто двадцать человек на многие недели распрощались с радостями и неприятностями земли. Время от времени пароход направлялся в ближайший порт. Набирали провизию, свежих газет — и снова в путь. В погоне за солнцем съёмочная группа очутилась у турецкой границы. Спасаясь от внезапно налетевшего урагана, пароход завернул в Батум. Кадры фильмы пронизаны, насыщены тропическим солнцем.
Все живёт, сверкает: и море, и люди, и главное действующее лицо — океанский пароход.

## В ролях
- Оксана Подлесная — шпионка
- Иван Капралов — первый помощник капитана
- Александр Антонов — Игнат Шеремет
- В. Грюнберг — Зорич
- Николай Синельников — капитан
- П. Гудо — Эльстон
- Николай Корн — юнга